# Arrhenophanes perspicilla
Arrhenophanes perspicilla là một loài bướm đêm thuộc họ Arrhenophanidae. Nó xuất hiện tại nhiều nơi của vùng đồng bằng Neotropical từ các tiểu bang của Veracruz trong México để Misiones trong Argentina và Rio Grande do Sul ở miền Nam Brasil. Nó không có mặt tại West Indies.
Chiều dài cánh trước là 13–21 mm đối với con đực and 19–32 mm đối với con cái. Trong môi trường sống thuận lợi, con trưởng thành của loài này có thể gặp trong suốt cả năm. Trong các vùng đất thấp của Costa Rica, ví dụ, con trưởng thành đã được thu thập trong mỗi tháng của năm.
Các thức ăn ấu trùng vàoPolyporusloài, bao gồmPolyporus vulgaris.
Chiều dài của ấu trùng lên đến 41 mm với chiều rộng tối đa là 10 mm.